# Södra Burgården

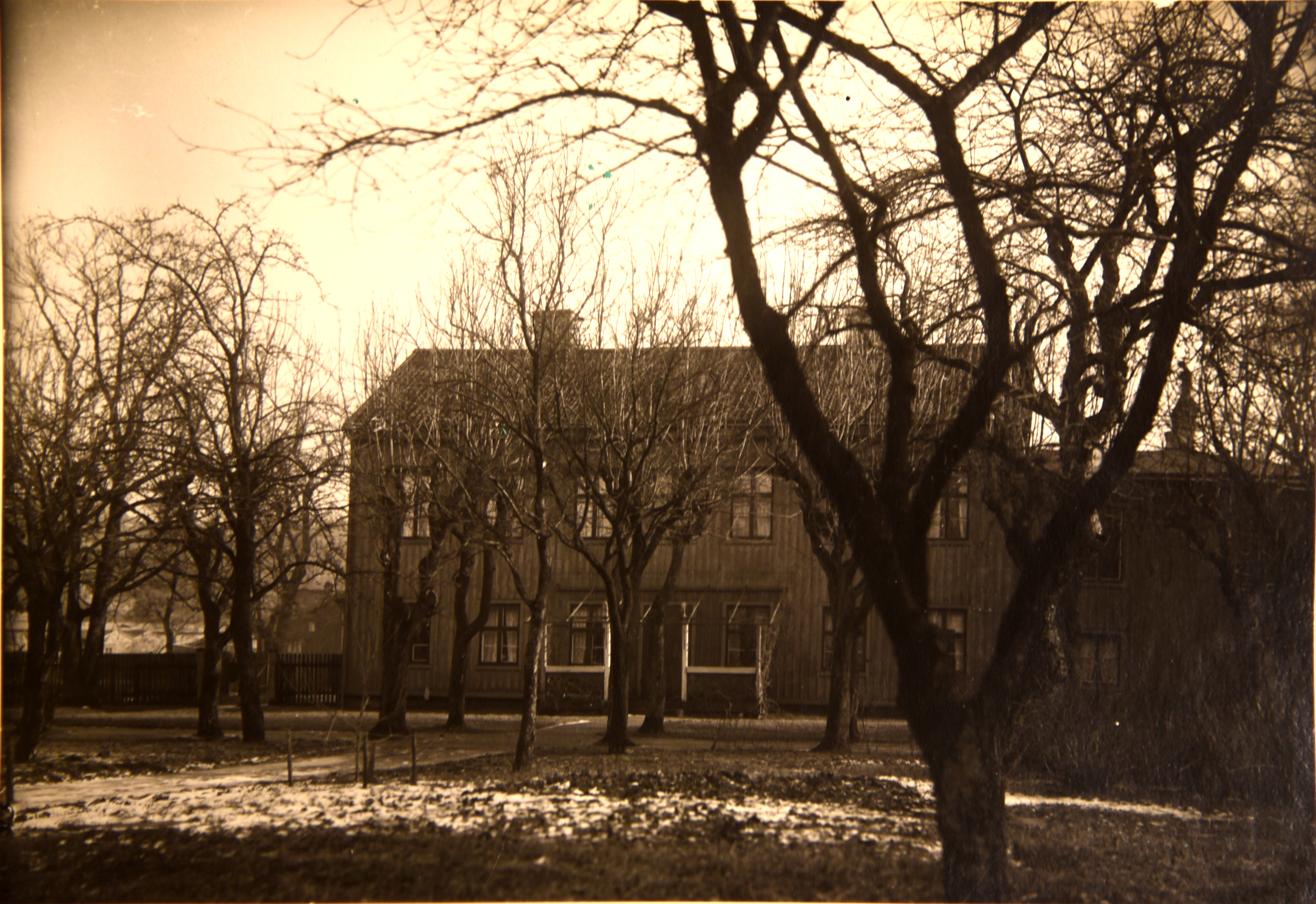
Södra Burgården år 1920. Göteborgs hembygdsförbunds arkiv.

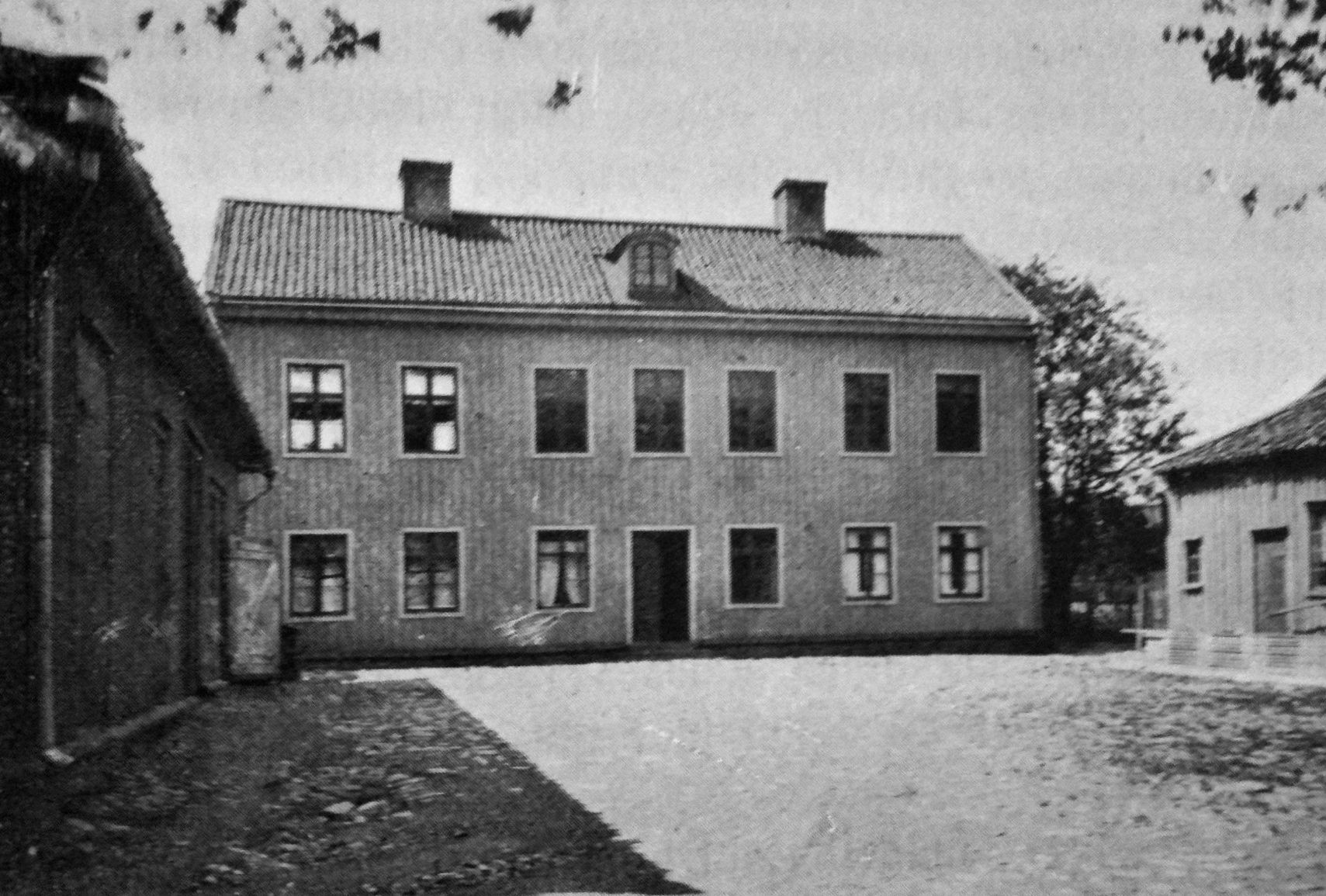
Gårdssidan av Södra Burgården år 1900.

Södra Burgården var ett landeri i Göteborg som bildades vid delningen av Burgårdens landeri varvid den nya huvudbyggnaden byggdes vid ån strax intill Underås bro. På landeriet bedrevs bryggeri fram till år 1891, liksom andra småindustrier.
Södra Burgården försvann delvis när Burgårdskolonin anlades år 1906.
Resten av landeriet försvann när Maskinhallarna till Jubileumsutställningen byggdes år 1923.